# تپه چیا خندق
تپه چیا خندق مربوط به سده‌های میانی دوران‌های تاریخی پس از اسلام است و در شهرستان کوهدشت، بخش رومشگان، دهستان رومشگان شرقی، روستای زاغه لالوند واقع شده و این اثر در تاریخ ۲۳ بهمن ۱۳۸۵ با شمارهٔ ثبت ۱۷۲۰۲ به‌عنوان یکی از آثار ملی ایران به ثبت رسیده است.